# 黑英山乡
黑英山乡，是中华人民共和国新疆维吾尔自治区阿克苏地区拜城县下辖的一个乡镇级行政单位。

## 行政区划
黑英山乡下辖以下地区：
喀赞其村、明布拉克村、墩其木然村、亚吐尔村、都维力克村、尤勒滚亚喀村、喀拉果勒村、博斯坦铁热克村、玉开都维村、克尧勒村、阿热盖买村、米斯布拉克村和牧场村。